# Liina Laasma
Liina Laasma (* 13. Januar 1992 in Tõstamaa) ist eine estnische Speerwerferin.

## Sportliche Laufbahn
Erste internationale Erfahrungen sammelte Liina Laasma 2009 bei den Jugendweltmeisterschaften in Brixen, bei denen sie mit einer Weite von 50,99 m im Finale den fünften Platz belegte. Anschließend siegte sie beim Europäischen Olympischen Jugendfestival in Tampere mit 53,66 m. Im Jahr darauf nahm sie an den Juniorenweltmeisterschaften im kanadischen Moncton teil, schied dort aber bereits mit 48,22 m in der Qualifikation aus. 2011 siegte sie bei den Junioreneuropameisterschaften in Tallinn mit 55,99 m. 2013 nahm sie erstmals an den Weltmeisterschaften in Moskau teil und schied dort mit 56,93 m in der Qualifikation aus, wie auch bei den Europameisterschaften 2016 in Amsterdam mit 56,61 m. Sie qualifizierte sich auch für die Olympischen Spiele in Rio de Janeiro, bei denen 58,06 m aber nicht für einen Finaleinzug reichten. Bei den Leichtathletik-Europameisterschaften 2018 in Berlin schied sie ohne einen gültigen Versuch in der Qualifikation aus und 2019 wurde sie bei den Europaspielen in Minsk mit einem Wurf auf 61,88 m Fünfte.
2013 und 2017 wurde Laasma estnische Meisterin im Speerwurf. Sie ist (Stand 2020) estnische Rekordhalterin, zunächst verbesserte sie den Rekord von Moonika Aava auf 62,50 m, 2014 gelangen ihr 63,17 m und schließlich am 22. Mai 2016 in Rabat die aktuelle Weite von 63,65 m.